# Genjirō Yoshida
Genjirō Yoshida (吉田 絃二郎, Yoshida Genjirō), né le 24 novembre 1886 et mort le 21 avril 1956, est un écrivain japonais.
Seule sa nouvelle La Femme de Seisaku a été traduite en français.

## Adaptations de ses œuvres au cinéma
- 1924 : La Femme de Seisaku (清作の妻, Seisaku no tsuma?) de Minoru Murata
- 1965 : La Femme de Seisaku (清作の妻, Seisaku no tsuma?) de Yasuzō Masumura